# Langu (Suriname)
Langu, ook wel Luangu, is een gebied aan de Gran Rio in Suriname. In het gebied liggen de dorpen Begoon, Bendiwata, Deboo, Godowatra, Kajana, Kuututen, Ligorio. en de hoofdplaats Stonhoekoe, tevens de zetel van de hoofdkapitein
Langu is te bereiken met een vliegtuig naar de Kajana Airstrip of een boot en via de rivier. Het gebied is in trek bij toeristen. In Kajana bestaat een eigen dorpsgebarentaal, de Kajana Gebarentaal.